# Driessens & Verstappen

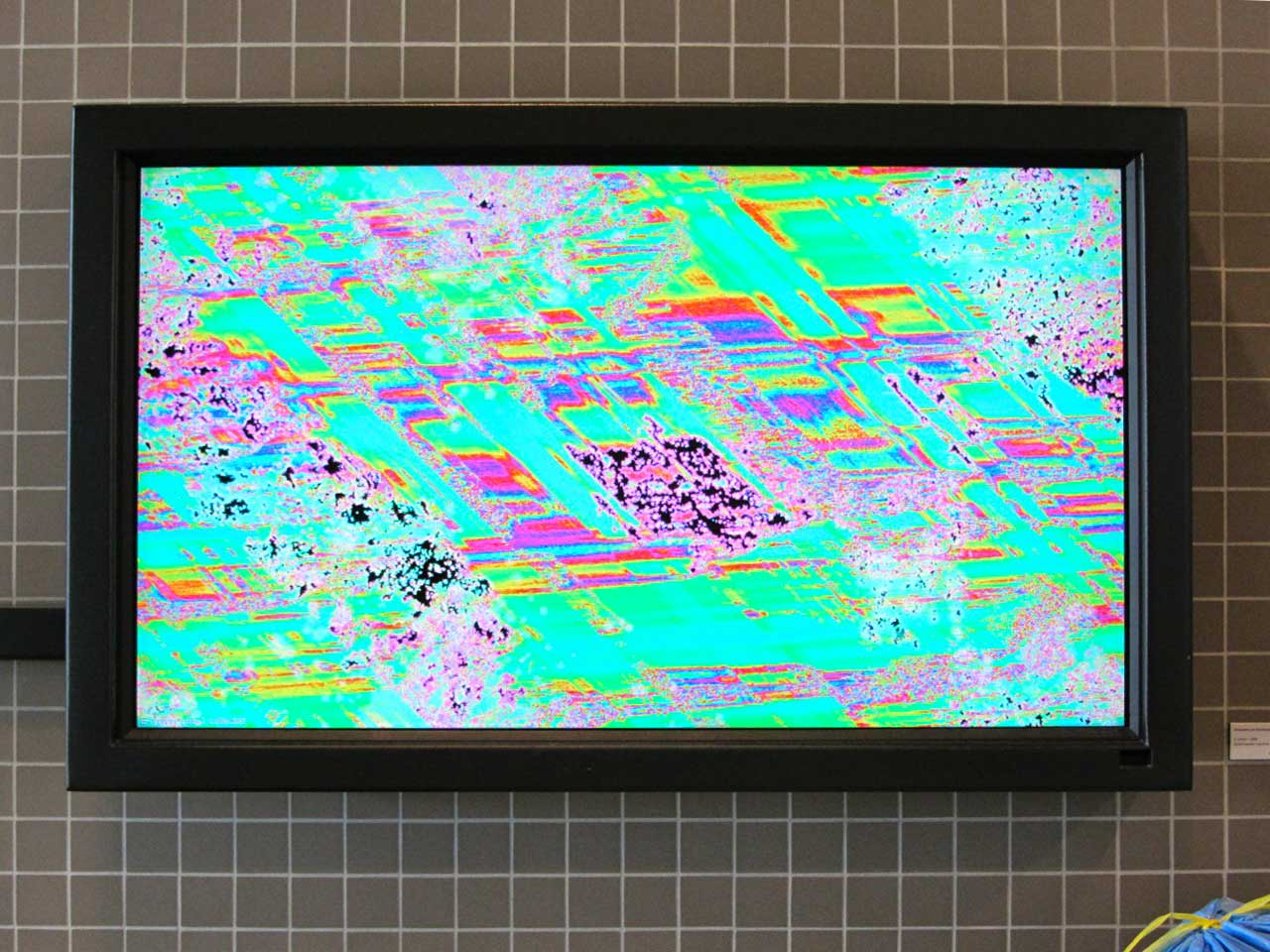
E-volver in het Onderzoeksgebouw nabij het LUMC te Leiden (2006) - publieke kunstroute

Driessens & Verstappen is een Nederlands kunstenaarsduo, bestaande uit Erwin Driessens en Maria Verstappen.

## Biografie
Erwin Driessens (Wessem, 22 februari 1963) studeerde Plastische Vormgeving aan de Academie van Beeldende Kunsten te Maastricht (1982-1987) en vervolgens Art Media Studies aan de Rijksakademie van Beeldende Kunsten te Amsterdam (1989-1991). Hij is werkzaam als multi-disciplinair kunstenaar.
Maria Verstappen (Someren, 16 december 1964) studeerde Plastische Vormgeving aan de Academie van Beeldende Kunsten te Maastricht (1982-1987) en vervolgens Art Media Studies aan de Rijksakademie van Beeldende Kunsten te Amsterdam (1988-1991). Zij is actief als multi-disciplinair kunstenaar.
Driessens & Verstappen werken sinds 1990 samen als kunstenaarsduo. Als duo zijn zij actief binnen de generatieve kunst, installatie en fotografie. Hun werk werd zowel in Nederland als daarbuiten geëxposeerd onder meer in Nederland in Amsterdam, Groningen en Utrecht. Buiten Nederland exposeerden zij onder meer in België, Spanje, Frankrijk, Canada en in Rusland. Hun werk bevindt zich in de museale collecties van onder andere het Centraal Museum te Utrecht, het Museum Boijmans Van Beuningen te Rotterdam, het Museum für Moderne Kunst in Frankfurt am Main, het Stedelijk Museum te Amsterdam en het Centre Pompidou in Parijs. In 2013 ontving het duo de Witteveen+Bos-prijs voor Kunst+Techniek voor hun gehele oeuvre.

## Werken (Selectie)
- The Factory (1995), IAGO Gallery

Breed (1995-2007)

- Breed (1995-2007), opgenomen in de Digitale Canon (1960-2000) van Nederland[4]
- Frankendael (2001), in de collectie van Museum Boijmans van Beuningen, Rotterdam.[5]
- E-Volved Cultures (2005-2011)
- Top-Down Bottom-Up (2012)
- Accretor (2012)
- Herbarium Vivum 1 (2013)
- Herbarium Vivum 2 (2018)
- Spotter (2018-2022), Zone2Source, FoAM & ARTIS

## Locatiespecifieke werken (Selectie)

### E-Volver(2006)

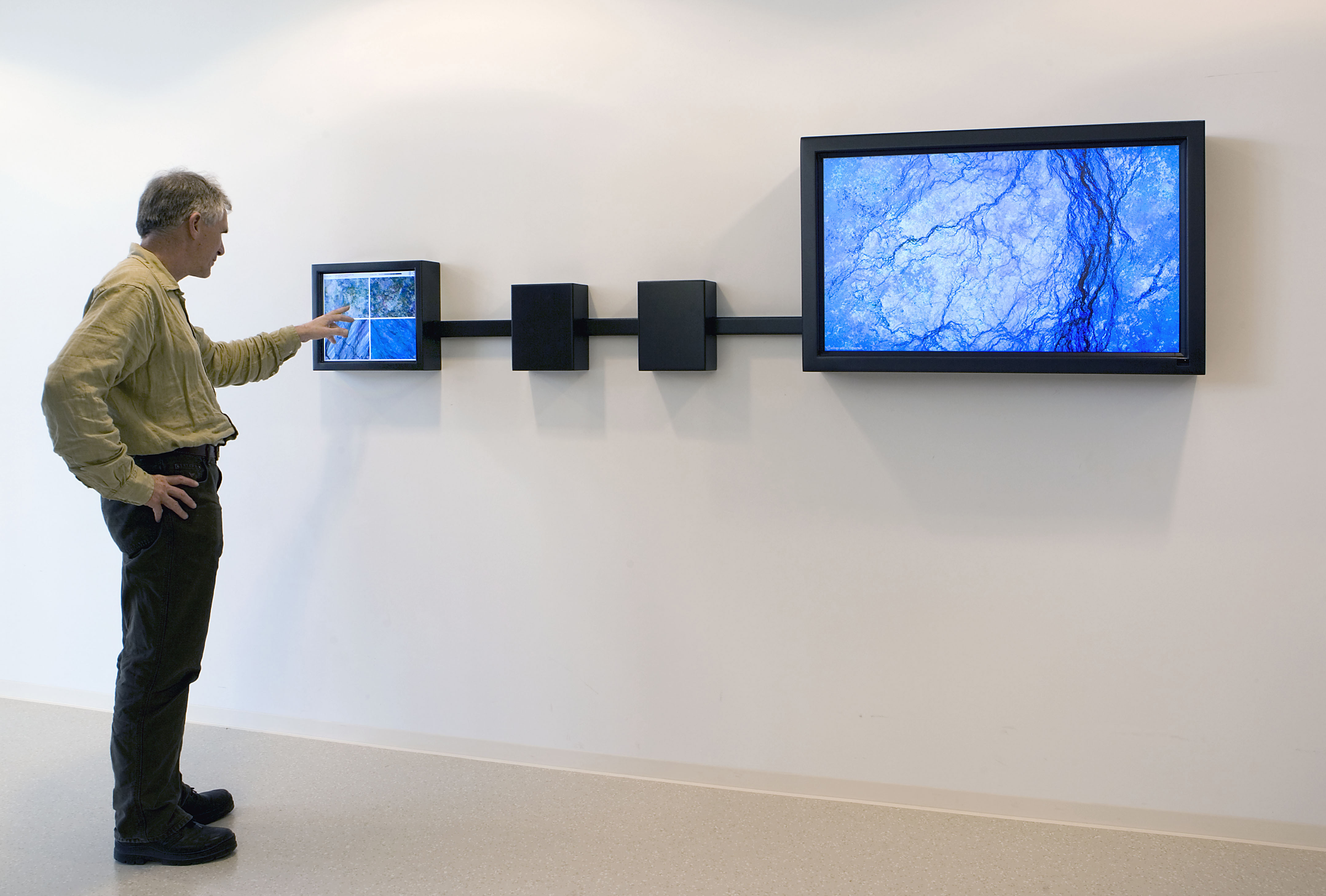
E-Volver (2006) in het LUMC te Leiden

Voor het Onderzoeksgebouw van het LUMC te Leiden ontwikkelde zij E-volver waarbij digitale beelden op meerdere schermen getoond worden. De animaties kunnen door de toeschouwer worden beïnvloed. Daarbij worden - met gebruikmaking van evolutionaire technieken - kunstmatige organismen "gekweekt". Zowel de complexiteit als de schoonheid van het biochemisch universum krijgen in hun creatie een zichtbare vorm.

### Herbarium Vivum 1(2013) &Herbarium Vivum 2(2018)
Voor de tentoonstelling (Re)Source bij de 10e editie van Beelden op de Berg in 2013 bij het Belmonte Arboretum in Wageningen ontwikkelde het duo de eerste versie van Herbarium Vivum genaamd Herbarium Vivum 1 (2013). In dit werk werden tien verschillende gewassen geplant die groeiden in een bijna twee-dimensioneel lijst. Op deze manier, nadat de planten volgroeid waren, leken de planten op hun representaties in herbariums en botanische tekeningen in kruidboeken. De planten die groeiden in de extreem gelimiteerde ruimte waren hemp, mosterd, komkommer, mais, bernagie, marrowfat-erwt, klaproos, tomaten, tabak en aardappels.

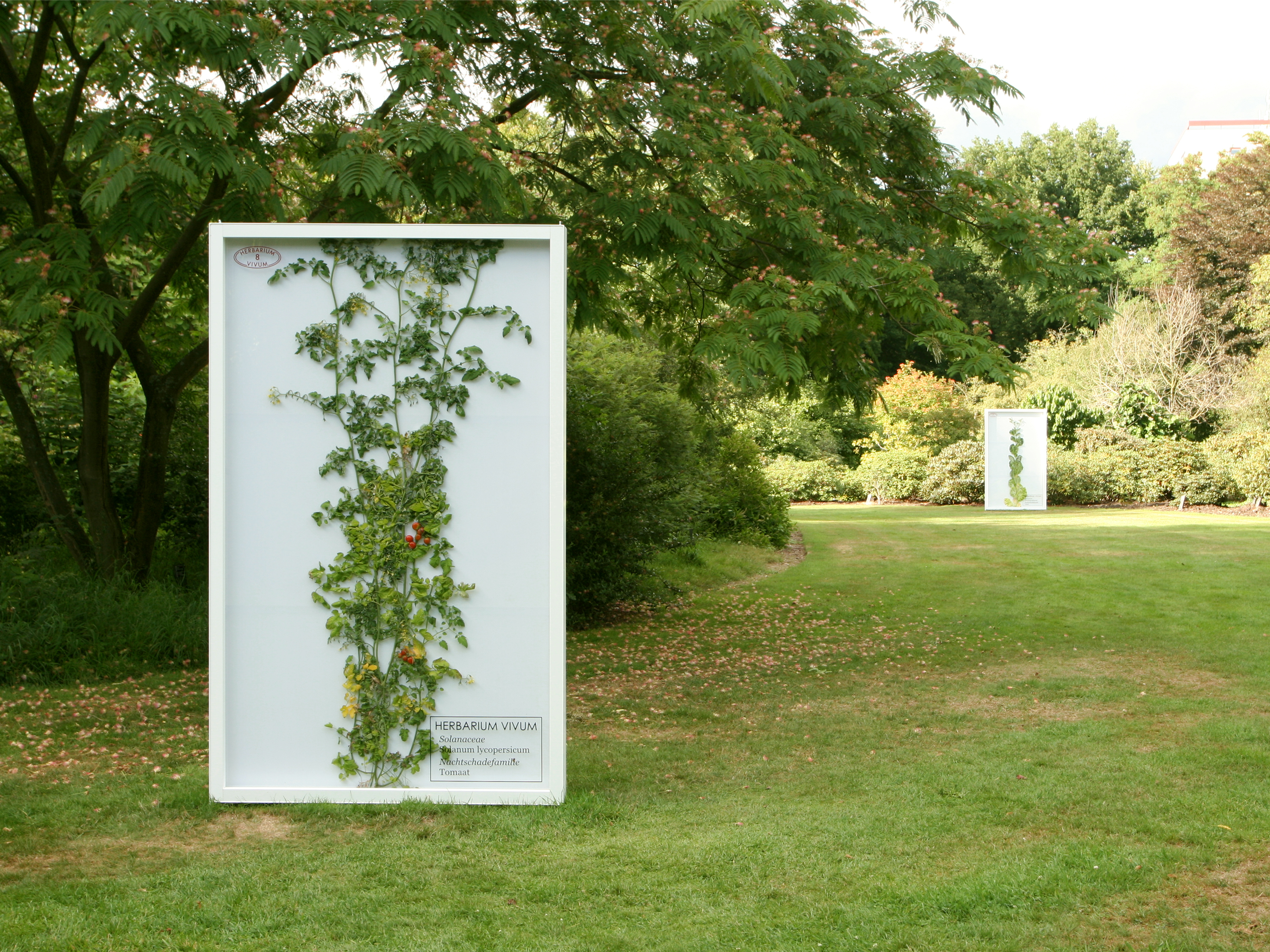
Herbarium Vivum 1 (2013) te Wageningen op de 10e editie van het Beelden op de Berg festival.

Het werk Herbarium Vivum 2 (2018) is een tweede versie van het werk Herbarium Vivum waarvan foto's opgenomen zijn in het boek To Mind is to Care (2019), gepubliceerd door V2. In deze versie werden 8 inheemse planten in dezelfde bijna twee-dimensionele lijst geplant en geforceerd om horizontaal te groeien. Eens in de zoveel tijd werden er van deze planten foto's gemaakt om het proces van groei en verval te laten zien. In deze versie waren het de plantensoorten smalle wegbree, Fritillaria, akkergoudsbloem, Anagallis arvensis, gewone vogelmelk, oranje havikskruid, blauwe druifjes en de middelste teunisbloem die geplant werden.

### Spotter(2018-2022)

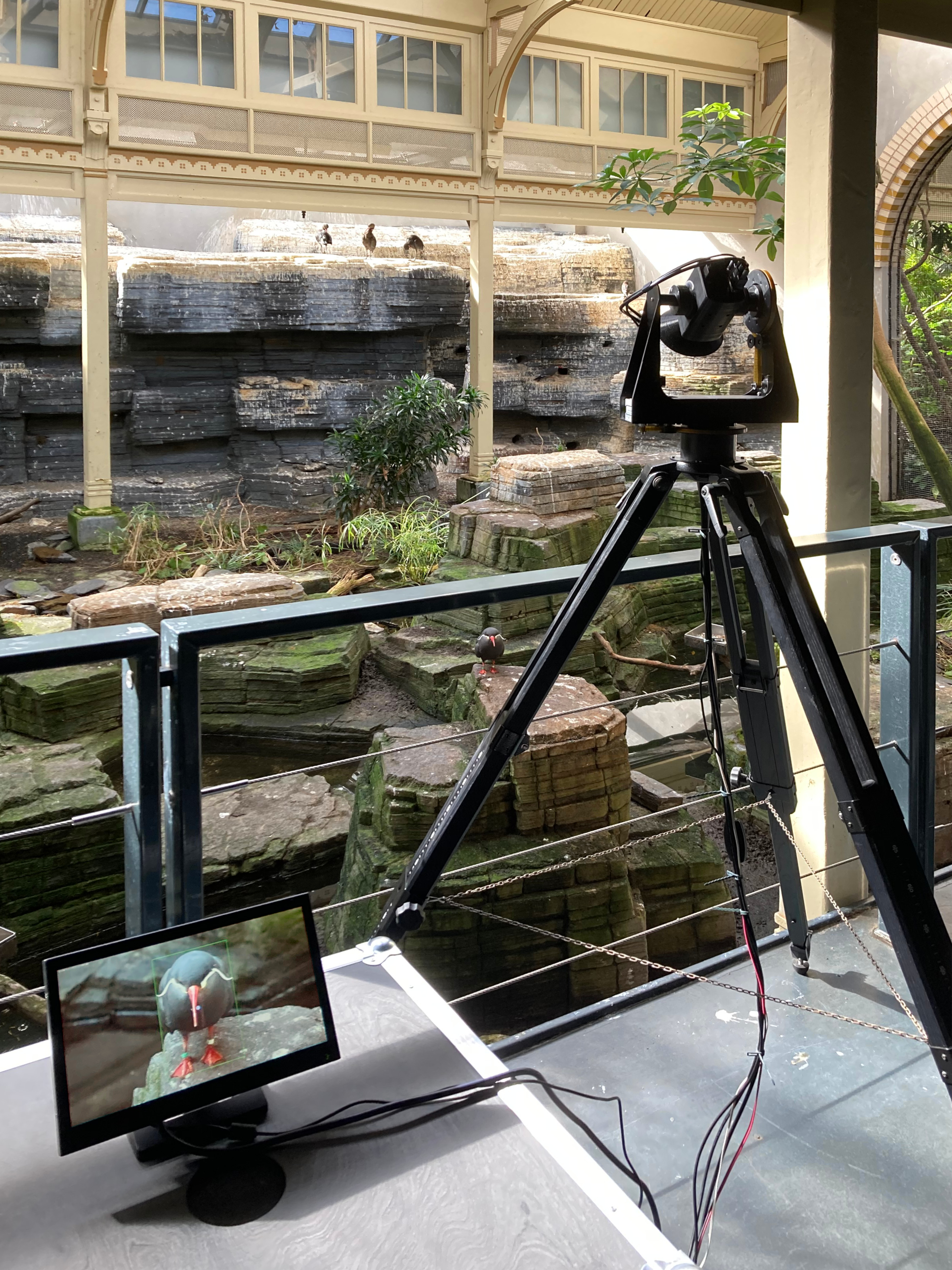
Spotter (2018-2022) in dierentuin ARTIS te Amsterdam

Voor een artist-in-residency bij dierentuin ARTIS in Amsterdam ontwikkelde Driessens & Verstappen het werk Spotter. Na een eerste try-out in 2018 bij Zone2Source werd het kunstwerk verder ontwikkeld voor de residentie bij ARTIS. Het kunstwerk bestaat uit een artificiële spotter die dieren kan observeren, identificeren en fotograferen middels machinaal leren. Geïnspireerd door de observaties tekent Spotter de dieren na die geobserveerd zijn. Deze self-learning mogelijkheden worden mogelijk gemaakt door technieken zoals Machine Vision, Object Detection, Machine Learning en GAN (Generative Adversarial Network). Stokstaartjes, Ibex, Stern, Ibis, Trompetzwaan, Mandril, Giraffe, Zebra en Wevers waren de dieren die de spotter identificeerde. De zelflerende processen die werden toegepast door de spotter resulteerde in animaties met een gemiddelde lengte van 90 minuten.